# Католицизм в Тамбовской области
Католицизм в Тамбовской области — история и положение западного (латинского) христианства и христианства восточной традиции, находящегося в единстве с Папским престолом, на исторической территории  Тамбовской области (губернии). 
Началось с ссыльных участников Польского восстания 1863—1864 годов. На 2020-е годы в регионе действует один католический храм.

## История
После Январского восстания из польских и белорусско-литовских губерний в различные регионы Российской империи сосланы многие мятежники и им сочувствующие, в том числе католическое духовенство. В период с 1863 по 1876 год в Тамбовской губернии оказалось 28 ксёндзов. Наибольшее их число, 24 человека, пришлось на вторую волну ссылок. Священники, сосланные в 1863—1864 годы, непосредственного участия в восстании не принимали. Им вменялось в вину или «подозрение в участии», или «политическая неблагонадёжность». Они вернулись на родину после 1871 года. Вторая волна ссыльных прибыла из Сибири после амнистии 1874 года. Ксёндзы из этой группы были активными участниками восстания. Здесь священники продолжали отбывать наказание под полицейским надзором. Только в 1881 году им разрешили вернуться на родину. К этому времени из всех ксендзов 7 человек умерли, а ещё 17 покинули Тамбов и выехали в другие страны.
Наиболее активная католическая община проживала в Кирсанове, где находились 4 священника. Здесь проводились подпольные богослужения. Как было установлено в губернском жандармском управлении, на католическую пасху 1876 года во главе с ксендзом Корнелием Корчмарским проведено богослужение с участием 21 человека, из них 7 детей.
Часть католиков осталась на Тамбовщине даже после окончания ссылки.
20 октября 1896 года в публичной библиотеке Тамбова на совещание собрались 63 тамбовских католика, которые решились построить католический храм. Строительству костёла предшествовала бюрократическая волокита с разрешениями и утверждениями места. Разрешение на постройку пришло в январе 1898 года. 6 сентября был освящён закладной камень. Строительство окончено в 1903 году, церемония открытия состоялась 25 мая. Костёл назван в честь Воздвижения Святого Креста.
После революционных событий 1917 года храм пришёл в упадок. Постепенно разворовали церковную утварь, утрачены метрические книги (записи рождения, смертей, браков и т. п.). В 1935 году власти арестовали настоятеля костёла Иосифа Вержбицкого, а сам храм закрыли. В 1943 году в здании начал работать шарикоподшипниковый завод, который позже обанкротился. В 1990-х годах за восстановление костёла взялись баптисты, которые расчистили здание от мусора. Затем храм перешёл к православной церкви. В августе 1996 года за костёл взялось Римско-католическое объединение. Восстановление началось в 1997 году. Значительную помощь оказали в Польше, где собрали деньги для реставрации, ремонта и благоустройства храма. 2 октября 2001 года состоялась торжественная церемония открытия.

## Община
На 1896 год на Тамбовщине насчитывалось 683 католика, главным образом поляков. Как заявил в 2017 году настоятель Церкви Воздвижения Святого Креста Роберт Балек (уроженец Словакии), большая часть прихожан имеют польские, белорусские, украинские, немецкие и прибалтийские корни. Треть прихожан – иностранные студенты тамбовских университетов из Африки и Латинской Америки. Воскрессную мессу обычно посещает 70 человек, в будние дни — 10—15.
Согласно исследованию 2001 года, проведённым Тамбовским государственным университетом, в католической общине преобладают русские (68%), белорусы (13%) и литовцы (14%). Оставшиеся 14% составляют поляки и немцы. Семьи 7 % католиков проживали в регионе уже более 200 лет, семьи 21% — до 150 лет, 13%— около 100 лет, 27% — 50—30 лет, 32% — менее 10 лет. 72 процента положительно оценили отношение к себе как представителям иной культуры и вероисповедания, а 28 процентов католиков оценили это отношение как нейтральное. Почти треть членов общины (29%) сообщили, что являются последовательными сторонниками национальных традиций и соблюдают все праздничные обычаи и обряды. На владение этническим языком указали 52%. 42 процента католиков указали на то, что они ощущают себя членами «специфической социальной группы».